# ألفرد مونتيرو
ألفرد مونتيرو (بالإنجليزية: Alfred Montero)‏ هو عالم سياسة أمريكي، ولد في 24 مارس 1969.